# Enchelyurus
Enchelyurus es un género de peces de la familia de los blénidos en el orden de los Perciformes.

## Especies
Existen las siguientes especies en este género:
- Enchelyurus ater (Günther, 1877)
- Enchelyurus brunneolus (Jenkins, 1903)
- Enchelyurus flavipes (Peters, 1868)
- Enchelyurus kraussii (Klunzinger, 1871)
- Enchelyurus petersi (Kossmann y Räuber, 1877)